# Голлі Джексон
Голлі Дже́ксон (нар. 1992) — британська авторка містичних романів. Авторка серії «Посібник з убивства для хорошої дівчинки».

## Особисте життя
Голлі Джексон виросла в Бакінгемширі, поблизу Оксфорда в Англії, і написала свій перший роман, коли їй було 15 років.
Пізніше вона вступила до Ноттінгемського університету, де спочатку вивчала літературну лінгвістику та творче письмо, і здобула  диплом спеціаліста з цієї спеціальності, а потім здобула ступінь магістра з англійської мови.

## Літературна кар'єра
Дебютний роман Джексон «Посібник з убивства для хорошої дівчинки» вийшов 2019 року та отримав такі нагороди:
- Дивовижні аудіокниги для молоді від Американської бібліотечної асоціації (2021)[5]
- Номінант на премію Goodreads Choice Award за художню літературу для молоді (2020)[6]
- У короткому списку премії YA Book Prize (2020)[7]
- Британська книжкова премія Переможець року в номінації «Дитяча художня книга року» (2020)[7]
- Найкращі книги року Barnes and Noble (2020)[8]

Джексон випустила два романи-продовження та одну новелу-приквел: «Хороша дівчинка, зіпсована кров» (2020); «Як мертвий» (2021); і «Убити Джой» (2021) відповідно. Крім роману «Хороша дівчинка, зіпсована кров», усі книжки вийшли у видавництві Electric Monkey. Книжку «Хороша дівчинка, зіпсована кров» опублікувало видавництво Delacorte Press і вона увійшла до короткого списку книжкової премії YA 2021.
2022 року Джексон випустила перший окремий роман під назвою «Виживуть п'ятеро», який видали видавництва  Electric Monkey у Великій Британії та Delacorte Press у США.
2024 року вона випустила свій другий і, станом на 2024 рік, останній самостійний роман «Повторна поява Рейчел Прайс», який видали видавництва Electric Monkey у Великій Британії та Delacorte Press у США.
У жовтні 2024 року оголошено, що дебютний дорослий роман Джексон «Ще не зовсім мертвий» вийде в липні 2025 року в США у видавництві Ballantine Books, у Великобританії у видавництві Penguin Michael Joseph і в Канаді у видавництві Doubleday.

### Трилогія«Посібник з убивства для хорошої дівчинки».
1. Посібник з убивства для хорошої дівчинки (2019)
2. Хороша дівчина, зіпсована кров (2020)
3. Як мертвий (2021)
4. Убити Джой (2021, повість, приквел серіалу)

### Окремі романи
1. Виживуть п'ятеро (2022)
2. Повторна поява Рейчел Прайс (2024)
3. Ще не зовсім мертвий (виходить 2025 року)